# Cryptonanus guahybae
Cryptonanus guahybae é uma espécie de  marsupial da família Didelphidae. Endêmica do Brasil, onde é encontrada no estado do Rio Grande do Sul nas ilhas Guaiba, São Lourenço e Taquara. Era considerado uma subespécie do Gracilinanus microtarsus, mas foi elevada a espécie distinta no gênero Cryptonanus.